# Поворот не туда 5: Кровное родство
«Поворот не туда 5: Кровное родство» (англ. Wrong Turn 5: Bloodlines, на рекламных материалах просто «Поворот не туда 5») — американский слэшер 2012 года, пятый в серии фильмов «Поворот не туда», поставленный режиссёром Декланом О’Брайеном по собственному сценарию. Деклан также был режиссёром двух предыдущих частей франшизы. В фильме снимались Даг Брэдли, Камилла Арфведсон, Саймон Джинти, Роксана Макки, Пол Любке, Оливер Хоар и Кайл Редмонд Джонс.
Картина является продолжением фильма «Поворот не туда 4: Кровавое начало» (2011) и приквелом к фильму «Поворот не туда»(2003). Картина вышла сразу на DVD и Blu-Ray в октябре 2012 года.
Фильм получил в основном негативные оценки критиков. Картина выделяется тем, что имеет самый низкий рейтинг из всей серии фильмов, набрав 4,1 из 10 звезд. За фильмом последовал «Поворот не туда 6: Последний курорт» (2014).

## Сюжет
Маленький городок Фэйрлейк в Западной Вирджинии проводит ежегодный фестиваль «Горный человек» (англ. Mountain Man Festival), посвящённый Хэллоуину. Туда направляется группа студентов колледжа, однако они не подозревают, что шумная костюмированная вечеринка с музыкой и выпивкой обернётся для них кровавым кошмаром — на фестиваль направляется семья горных каннибалов. Фильм начинается со сцены, где девушка в жёлтом спортивном костюме бежит по лесу и ей попадается каннибал с псевдонимом Трёхпалый. Она показывает ему средний палец и говорит, что у него: «Отличный костюмчик». В ответ на это Трёхпалый отрубает ей палец и девушка в ужасе убегает. Ей по пути встречается старик (Даг Брэдли, известный по роли Пинхеда в серии фильмов «Восставший из ада»), который прячет её среди кустов и сообщает, что у неё серьёзное кровотечение, перевязывая ей рану, он говорит, что «кое-что забыл», и, со словами: «Вот что!», — зарубает её топором.
В укрытии старик отчитывает каннибалов за то, что те не скрыли улики и говорит, что сейчас он их главарь и они подчиняются ему. На самом деле старик — их кровный родственник (что напрямую символизирует название этой части). Далее в палатку к Круз с Билли заглядывают Джулиан, Гас и Лита в масках, похожих на мутантов. Билли и Круз с испуга бьют их, но они рассказывают о планах на фестиваль. Они планируют принять наркотик на фестивале, но их планы резко меняются, из-за незнакомого старика, вставшего посреди дороги. Попав в аварию, группа выходит из машины. Старик притворяется мёртвым, но вдруг нападает на них с ножом. Подростки ругаются и избивают его, но полиция их останавливает. Полицейские арестовывают их, включая старика. Мутанты нападают и убивают напарника шерифа. Через некоторое время, к ночи полиция отпускает подростков, кроме Билли и старика. Как вдруг каннибалы рушат столб сотовой связи. Затем пробираются на электростанцию и ломают щиток. Вдруг по камерам их замечает охранник. Он идёт арестовать их, но каннибалы нападают на него. Охранник попытался бежать, но безуспешно.
Его связывают и на верёвках поднимают до проводки и до смерти мучают его током. От этого вырубается свет по всему городу. Старик начинает всех запугивать, мол, «за ним придут» и т. п. Билли пытается заставить его замолчать, ругаясь. Оказалось у старика есть сокамерник по имени Моуз. Он попросил шерифа выпустить его, что он не может находиться рядом со стариком. Моуз сказал, что он не оставит её (шерифа) одну и остаётся в участке. Тем временем подростки приходят к мотелю, и заселяются в свободный номер. Круз идёт в участок проведать друга, но ей по пути попадается странный человек в маске клоуна. Она смотрит на него с подозрением и убегает. «Клоун» бежит за ней. Она убегает, вдруг она натыкается на нож. «Клоун» снимает маску. Оказалось, что это Трёхпалый. Он сажает Круз на колени и «кормит» её кишками. Девушка умирает. Джулиан тоже собирается проведать друга. Берёт нож во внутренний карман рубашки, но он выпадает. Он приходит к участку и просит впустить его. В номер мотеля приходит Одноглазый. Он сначала просто стучит в дверь. Гас пытается его прогнать, но безуспешно. Он стучит второй раз, но это уже Пилозубый. А Одноглазый прятался у стены. Пилозубый хватает Гаса, а Лита прячется в ванной. Но вдруг Одноглазый заходит, открывает шкафчик за зеркалом, и рассматривает средства. И, посмотрев в зеркало, ковыряет между зубами. Лита вытаскивает штырь от вешалки для полотенец, и оглушает Одноглазого, но тот хватает её за ногу. Лита хватает нож Джулиана, ранит его, и убегает в полицейский участок.
Шериф безуспешно пытается связаться с полицией и идёт в соседний магазин, заводит генератор, использует рацию. Сигнал получает подросток из другого города и считает, что у них там фестиваль и спрашивает: «откуда мне знать что вы не под кайфом», шериф пытается его убедить, но тот отключается. Тем временем Гаса избивают мутанты и бросают на дорогу с открытыми переломами на ногах. Но он не может уползти, и каннибалы переезжают его на грузовике. Шериф раздаёт Билли, Джулиану и Моузу дробовики. Но Моуз чуть не застрелил Литу. Подростки ругаются на него. Он извиняется. Подростки выходят на охоту и попадаются каннибалам. Они оглушают их, хватают, и тащат на футбольное поле. Билли закапывают, оставив только голову. А Джулиана привязали цепями к воротам. Они просыпаются, появляется Трёхпалый на гибриде экскаватора и мясорубки-комбайна, и «косит» их. Лита плачет, старик её уговаривает отпустить его, взамен того, что её не убьют. Шериф уходит. Лита выпускает его. Старик хватает нож и вырезает ей глаза. Моуза сажают в бочку, под ней разжигают костёр с бензином, организовывают всё в магазине, получается что-то вроде быка Фаларида. Шериф подходит к магазину, он (магазин) взрывается. Её откидывает взрывом, но она выживает. На улицу выбегает ослепленная Лита. Шериф забинтовывает ей глаза. Она вдруг сбегает. Шериф находит машину с её мужем. Она открывает дверь, из-за чего ловушка разрезает Джейсону (мужу шерифа) живот. Тут из ниоткуда появляется Трёхпалый и наезжает на автомобиль. Шериф стреляет ему в ногу, но заканчиваются патроны. Трёхпалый избивает шерифа. Старик сажает шерифа в камеру и устраивает ей ловушку, что если она опустится на пятки, то ей в голову через подбородок выстрелит дробовик. Каннибалы заливают весь участок бензином, поджигают и уезжают. Шериф не выдерживает огня и опускается на пятки — срабатывает ловушка и дробовик выстреливает шерифу в голову. Лита бежит по дороге, и ей встречается машина. Её берут за руку и ведут в грузовик, оказалось что это каннибалы со стариком. Старик здоровается. Лита в ужасе оборачивается и вопит в заднее окно. На этом фильм заканчивается.

## В ролях
| Актёр              | Роль                 |
| ------------------ | -------------------- |
| Даг Брэдли         | Мэйнард Одетс        |
| Камилла Арфведсон  | Шериф Анджела Картер |
| Саймон Гинти       | Билли                |
| Оливер Гоар        | Джулиан              |
| Роксанна МакКи     | Лита                 |
| Эндрю Бон          | Джордж               |
| Пол Любке          | Гас                  |
| Дункан Уисби       | Мус                  |
| Рози Холден        | Джинни               |
| Финн Джонс         | Тэдди                |
| Эмилия Клейн       | Калин                |
| Радослав Парванов  | «Одноглазый»         |
| Джордж Кулаковски  | «Пилозубый»          |
| Борислав Илиев     | «Трёхпалый»          |
| Кайл Реймонд-Джонс | Офицер Кевин Биггс   |
| Питер Брук         | Джейсон Картер       |
| Майкл Джордан      | Доктор               |

## Производство
Съёмки картины начались в середине апреля и закончились 5 мая 2012 года.
Режиссёр третьего и четвёртого фильмов Деклан О’Брайан снял пятую часть по собственному сценарию.
В феврале 2014 года режиссёр последнего фильма Деклан О’Брайан подтвердил, что готов начать съёмки фильма «Поворот не туда 6». И что у него есть несколько идей для сюжета (он также намекнул, что действия шестого фильма уже будут не в Западной Виргинии).

## Выпуск
Фильм был выпущен на DVD и Blu-ray 23 октября 2012 года. Издание Blu-ray представляет собой набор из двух дисков, в который входит диск Blu-ray с художественным фильмом, а также DVD или цифровая копия диска.